# Maïa Tourovskaïa
Maïa Tourovskaïa (Kharkiv, 27 octobre 1924 - Munich, 4 mars 2019) est une scénariste, écrivaine, critique de cinéma et théâtrologue russe. 